# Château d'Oropesa
Le Château d'Oropesa ou Vieux Château ou Château des Alvarez de Tolède est un château médiéval situé dans la municipalité d'Oropesa, Castille-La Manche, Espagne.

## Histoire
Le château d'Oropesa date des XIIe et XIIIe siècles, il a été probablement construit par les Arabes sur une construction romaine antérieure. Les premières mentions écrites sur ce château appartiennent au règne d'Alphonse X de Castille, au XIIIe siècle.
La ville d'Oropesa et son château ont été cédés en 1355 à Don García Alvarez de Tolède, pour avoir renoncé à être Grand maître de l'Ordre de Santiago en faveur d'un fidèle partisan d'Henri II de Castille. Avec cela il a aussi acquis la seigneurie d'Oropesa et de Valdecorneja, plus cinq villes et sept villages qui forment la Campagne d'Oropesa.
En 1402, on a construit le nouveau château, qui est passé, avec le comté créé en 1475, au duc de Frías. 
Cette forteresse a été le lieu des luttes affirmées pour la succession au trône de Jeanne de Castille et, par la suite, lors de la guerre des Communautés de Castille.
Le Conseil municipal, l'a utilisé comme arènes taurines. Par la suite il a été acquis par l'État.

### Source
- (es) Cet article est partiellement ou en totalité issu de l’article de Wikipédia en espagnol intitulé « Castillo de Oropesa » (voir la liste des auteurs).